# Eneco Tour 2016
L'Eneco Tour 2016, dodicesima edizione della corsa e valida come ventiseiesima prova dell'UCI World Tour 2016, categoria 2.UWT, si svolse in sette tappe dal 19 al 25 settembre 2016 su un percorso di 998,2 km, con partenza da Bolsward, nei Paesi Bassi, e arrivo a Geraardsbergen, in Belgio. La vittoria fu appannaggio dell'olandese Niki Terpstra, il quale completò il percorso in 22h43'26", alla media di 43,927 km/h, precedendo il belga Oliver Naesen e lo slovacco Peter Sagan.
Sul traguardo di Geraardsbergen 84 ciclisti, su 176 partiti da Heerenveen, portarono a termine la competizione.
Questa edizione della corsa fu posticipata da agosto, mese tradizionale di disputa, a settembre per non sovrapporsi ai Giochi olimpici di Rio de Janeiro.

## Tappe
| Tappa  | Data         | Percorso                                                      | km    | Vincitore di tappa   | Leader cl. generale |
| ------ | ------------ | ------------------------------------------------------------- | ----- | -------------------- | ------------------- |
| 1ª     | 19 settembre | Bolsward (NLD) > Bolsward (NLD)                               | 184,7 | Dylan Groenewegen    | Dylan Groenewegen   |
| 2ª     | 20 settembre | Breda (NLD) > Breda (NLD) (cron. individuale)                 | 9,6   | Rohan Dennis         | Rohan Dennis        |
| 3ª     | 21 settembre | Blankenberge (BEL) > Ardooie (BEL)                            | 186   | Peter Sagan          | Rohan Dennis        |
| 4ª     | 22 settembre | Aalter (BEL) > Sint-Pieters-Leeuw (BEL)                       | 202   | Peter Sagan          | Peter Sagan         |
| 5ª     | 23 settembre | Sittard-Geleen (NLD) > Sittard-Geleen (NLD) (cron. a squadre) | 20,9  | BMC Racing Team      | Rohan Dennis        |
| 6ª     | 24 settembre | Riemst (BEL) > Lanaken (BEL)                                  | 197,2 | Luka Pibernik        | Rohan Dennis        |
| 7ª     | 25 settembre | Bornem (BEL) > Geraardsbergen (BEL)                           | 197,8 | Edvald Boasson Hagen | Niki Terpstra       |
| Totale | Totale       | Totale                                                        | 998,2 |                      |                     |

## Squadre partecipanti
Prendono parte alla corsa le diciotto squadre facenti parte dell'UCI World Tour 2016.
| N.      | Cod. | Squadra             |
| ------- | ---- | ------------------- |
| 1-9     | LTS  | Lotto-Soudal        |
| 11-19   | TNK  | Tinkoff             |
| 21-28   | TGA  | Team Giant-Alpecin  |
| 31-38   | BMC  | BMC Racing Team     |
| 41-48   | TLJ  | Team Lotto NL-Jumbo |
| 51-60   | EQS  | Etixx-Quick Step    |
| 61-70   | TFS  | Trek-Segafredo      |
| 71-78   | KAT  | Team Katusha        |
| 81-88   | SKY  | Team Sky            |
| 92-99   | CDT  | Cannondale-Drapac   |
| 101-108 | OBE  | Orica-BikeExchange  |

| N.      | Cod. | Squadra                     |
| ------- | ---- | --------------------------- |
| 111-118 | DDD  | Team Dimension Data         |
| 121-128 | LAM  | Lampre-Merida               |
| 131-138 | AST  | Astana Pro Team             |
| 141-148 | IAM  | IAM Cycling                 |
| 151-159 | FDJ  | FDJ                         |
| 161-168 | MOV  | Movistar Team               |
| 171-178 | ALM  | AG2R La Mondiale            |
| 181-188 | COF  | Cofidis                     |
| 191-198 | TSV  | Topsport Vlaanderen-Baloise |
| 201-208 | ROP  | Roompot Oranje Peloton      |
| 211-218 | WGG  | Wanty-Groupe Gobert         |

## Dettagli delle tappe

### 1ª tappa
- 19 settembre: Bolsward (NLD) > Bolsward (NLD) – 184,7 km

Risultati
| Pos. | Corridore         | Squadra  | Tempo    |
| ---- | ----------------- | -------- | -------- |
| 1    | Dylan Groenewegen | Lotto NL | 4h14'00" |
| 2    | Nacer Bouhanni    | Cofidis  | s.t.     |
| 3    | Peter Sagan       | Tinkoff  | s.t.     |

| Pos. | Corridore         | Squadra  | Tempo    |
| ---- | ----------------- | -------- | -------- |
| 1    | Dylan Groenewegen | Lotto NL | 4h14'00" |
| 2    | Nacer Bouhanni    | Cofidis  | a 4"     |
| 3    | Frederik Backaert | Wanty    | s.t.     |

### 2ª tappa
- 20 settembre: Breda (NLD) > Breda (NLD) – Cronometro individuale – 9,6 km

Risultati
| Pos. | Corridore       | Squadra  | Tempo  |
| ---- | --------------- | -------- | ------ |
| 1    | Rohan Dennis    | BMC      | 10'48" |
| 2    | Jos van Emden   | Lotto NL | a 5"   |
| 3    | Jasha Sütterlin | Movistar | a 14"  |

| Pos. | Corridore     | Squadra  | Tempo    |
| ---- | ------------- | -------- | -------- |
| 1    | Rohan Dennis  | BMC      | 4h24'48" |
| 2    | Jos van Emden | Lotto NL | a 5"     |
| 3    | Peter Sagan   | Tinkoff  | a 13"    |

### 3ª tappa
- 21 settembre: Blankenberge (BEL) > Ardooie (BEL) – 186 km

Risultati
| Pos. | Corridore        | Squadra | Tempo    |
| ---- | ---------------- | ------- | -------- |
| 1    | Peter Sagan      | Tinkoff | 4h10'36" |
| 2    | Danny van Poppel | Sky     | s.t.     |
| 3    | Nacer Bouhanni   | Cofidis | s.t.     |

| Pos. | Corridore     | Squadra  | Tempo    |
| ---- | ------------- | -------- | -------- |
| 1    | Rohan Dennis  | BMC      | 8h35'24" |
| 2    | Peter Sagan   | Tinkoff  | a 3"     |
| 3    | Jos van Emden | Lotto NL | a 5"     |

### 4ª tappa
- 22 settembre: Aalter (BEL) > Sint-Pieters-Leeuw (BEL) – 202 km

Risultati
| Pos. | Corridore          | Squadra      | Tempo    |
| ---- | ------------------ | ------------ | -------- |
| 1    | Peter Sagan        | Tinkoff      | 4h42'12" |
| 2    | André Greipel      | Lotto-Soudal | s.t.     |
| 3    | Alexander Kristoff | Katusha      | s.t.     |

| Pos. | Corridore     | Squadra  | Tempo     |
| ---- | ------------- | -------- | --------- |
| 1    | Peter Sagan   | Tinkoff  | 13h17'29" |
| 2    | Rohan Dennis  | BMC      | a 7"      |
| 3    | Jos van Emden | Lotto NL | a 12"     |

### 5ª tappa
- 23 settembre: Sittard-Geleen (NLD) > Sittard-Geleen (NLD) – Cronometro a squadre – 20,9 km

Risultati
| Pos. | Squadra             | Tempo  |
| ---- | ------------------- | ------ |
| 1    | BMC Racing Team     | 23'11" |
| 2    | Etixx-Quick Step    | a 6"   |
| 3    | Team Lotto NL-Jumbo | a 23"  |

| Pos. | Corridore      | Squadra | Tempo     |
| ---- | -------------- | ------- | --------- |
| 1    | Rohan Dennis   | BMC     | 13h40'47" |
| 2    | Taylor Phinney | BMC     | a 16"     |
| 3    | Tony Martin    | Etixx   | a 24"     |

### 6ª tappa
- 24 settembre: Riemst (BEL) > Lanaken (BEL) – 197,2 km

Risultati
| Pos. | Corridore          | Squadra      | Tempo    |
| ---- | ------------------ | ------------ | -------- |
| 1    | Luka Pibernik      | Lampre       | 4h28'45" |
| 2    | Mark McNally       | Wanty        | s.t.     |
| 3    | Bert Van Lerberghe | Topsport Vl. | s.t.     |

| Pos. | Corridore      | Squadra | Tempo     |
| ---- | -------------- | ------- | --------- |
| 1    | Rohan Dennis   | BMC     | 18h09'37" |
| 2    | Taylor Phinney | BMC     | a 16"     |
| 3    | Tony Martin    | Etixx   | a 24"     |

### 7ª tappa
- 25 settembre: Bornem (BEL) > Geraardsbergen (BEL) – 197,8 km

Risultati
| Pos. | Corridore        | Squadra   | Tempo    |
| ---- | ---------------- | --------- | -------- |
| 1    | E. Boasson Hagen | Dimension | 4h33'36" |
| 2    | Niki Terpstra    | Etixx     | a 1"     |
| 3    | Oliver Naesen    | IAM       | s.t.     |

| Pos. | Corridore     | Squadra | Tempo     |
| ---- | ------------- | ------- | --------- |
| 1    | Niki Terpstra | Etixx   | 22h43'26" |
| 2    | Oliver Naesen | IAM     | a 31"     |
| 3    | Peter Sagan   | Tinkoff | a 1'00"   |

## Evoluzione delle classifiche
| Tappa              | Vincitore            | Classifica generale | Classifica a punti | Classifica combattività | Classifica a squadre |
| ------------------ | -------------------- | ------------------- | ------------------ | ----------------------- | -------------------- |
| 1ª                 | Dylan Groenewegen    | Dylan Groenewegen   | Dylan Groenewegen  | Bert Van Lerberghe      | Etixx-Quick Step     |
| 2ª                 | Rohan Dennis         | Rohan Dennis        | Peter Sagan        | Bert Van Lerberghe      | Team Lotto NL-Jumbo  |
| 3ª                 | Peter Sagan          | Rohan Dennis        | Peter Sagan        | Bert Van Lerberghe      | Team Lotto NL-Jumbo  |
| 4ª                 | Peter Sagan          | Peter Sagan         | Peter Sagan        | Bert Van Lerberghe      | Team Lotto NL-Jumbo  |
| 5ª                 | BMC Racing Team      | Rohan Dennis        | Peter Sagan        | Bert Van Lerberghe      | BMC Racing Team      |
| 6ª                 | Luka Pibernik        | Rohan Dennis        | Peter Sagan        | Bert Van Lerberghe      | BMC Racing Team      |
| 7ª                 | Edvald Boasson Hagen | Niki Terpstra       | Peter Sagan        | Bert Van Lerberghe      | Etixx-Quick Step     |
| Classifiche finali | Classifiche finali   | Niki Terpstra       | Peter Sagan        | Bert Van Lerberghe      | Etixx-Quick Step     |

## Classifiche finali

### Classifica generale - Maglia bianca
| Pos. | Corridore         | Squadra  | Tempo     |
| ---- | ----------------- | -------- | --------- |
| 1    | Niki Terpstra     | Etixx    | 22h43'26" |
| 2    | Oliver Naesen     | IAM      | a 31"     |
| 3    | Peter Sagan       | Tinkoff  | a 1'00"   |
| 4    | Greg Van Avermaet | BMC      | a 1'02"   |
| 5    | Jos van Emden     | Lotto NL | a 1'03"   |
| 6    | Wilco Kelderman   | Lotto NL | a 1'11"   |
| 7    | Zdeněk Štybar     | Etixx    | a 1'15"   |
| 8    | Jon Izagirre      | Movistar | a 1'19"   |
| 9    | Tom Dumoulin      | Giant    | a 1'22"   |
| 10   | Bob Jungels       | Etixx    | a 1'31"   |

### Classifica a punti - Maglia rossa
| Pos. | Corridore          | Squadra   | Punti |
| ---- | ------------------ | --------- | ----- |
| 1    | Peter Sagan        | Tinkoff   | 109   |
| 2    | Dylan Groenewegen  | Lotto NL  | 66    |
| 3    | E. Boasson Hagen   | Dimension | 61    |
| 4    | Giacomo Nizzolo    | Trek      | 56    |
| 5    | Alexander Kristoff | Katusha   | 49    |

### Classifica combattività - Maglia nera
| Pos. | Corridore          | Squadra      | Punti |
| ---- | ------------------ | ------------ | ----- |
| 1    | Bert Van Lerberghe | Topsport Vl. | 70    |
| 2    | Mark McNally       | Wanty        | 59    |
| 3    | Brian van Goethem  | Roompot      | 31    |
| 4    | Laurens De Vreese  | Astana       | 22    |
| 5    | Frederik Backaert  | Wanty        | 16    |

### Classifica a squadre
| Pos. | Squadra             | Tempo     |
| ---- | ------------------- | --------- |
| 1    | Etixx-Quick Step    | 67h26'20" |
| 2    | Movistar Team       | a 1'15"   |
| 3    | Team Lotto NL-Jumbo | a 1'29"   |
| 4    | IAM Cycling         | a 2'40"   |
| 5    | Lotto-Soudal        | a 3'36"   |